# Eduard
Eduard ist ein männlicher Vorname.

## Herkunft und Bedeutung
Bei Eduard handelt es sich um die unter anderem deutsche Variante von Edward.
Edward setzt sich aus den altenglischen Elementen ēad „Besitz, Habe, Gut“, „Reichtum, Vermögen“, „Wohlergehen, Glück“ und weard „Wächter“, „Schutz“ zusammen.

## Verbreitung
In Armenien ist der Vorname Eduard sehr beliebt. Im Jahr 2020 belegte er Rang 45 der Häufigkeitsliste. Auch in Tschechien gehört der Name beständig zu den männlichen Vornamen. In Katalonien belegte der Name im Jahr 2000 noch Rang 45 der Vornamensliste, seitdem sank die Beliebtheit.
In Deutschland war der Name im ausgehenden 19. und beginnenden 20. Jahrhundert verbreitet. Die Beliebtheit sank zur Mitte des 20. Jahrhunderts. Mittlerweile wird der Name nur noch selten vergeben.

## Varianten

### Männliche Varianten
- Arabisch: إدوارد iduard
- Armenisch: Էդուարդ Eduard, Էդվարդ Edvard
- Chinesisch: 愛德華 Aidéhuá
- Dänisch: Edvard
- Englisch: Edward, Ewart
  - Irisch: Eadbhárd
  - Schottisch-Gälisch: Eideard
  - Angelsächsisch: Eadweard
  - Diminutiv: Ed, Eddie, Eddy, Ned, Ted, Teddie, Teddy
- Finnisch: Edvard, Eetu
- Französisch: Édouard
  - Diminutiv: Eddy
- Georgisch: ედუარდ Eduard
- Hawaiianisch: Ekewaka
- Isländisch: Eðvarður, Játvarður
- Italienisch: Edoardo
- Kroatisch: Eduard
  - Diminutiv: Edi
- Lettisch: Eduards, Edvards
  - Diminutiv: Edijs
- Niederländisch: Eduard
  - Diminutiv: Ed, Eddy, Ward
- Norwegisch: Edvard
- Polnisch: Edward
- Portugiesisch: Eduardo, Duarte
  - Diminutiv: Dado, Du, Duda, Dudu, Edu
- Russisch: Эдуард Eduard
  - Diminutiv: Эдик Edik
- Schwedisch: Edvard
- Slowenisch: Edvard
  - Diminutiv: Edi
- Spanisch: Eduardo
  - Baskisch: Edorta
  - Diminutiv: Edu, Lalo
- Tschechisch: Edvard
- Ungarisch: Eduárd, Edvárd
  - Diminutiv: Ede

### Weibliche Varianten
- Portugiesisch: Eduarda
  - Diminutiv: Duda

## Namenstag
- 18. März: nach Eduard dem Märtyrer
- 13. Oktober: nach Eduard dem Bekenner

## Namensträger

### Vorname
- Eduard der Märtyrer (Eadweard II.; um 962–978), König von England
- Eduard der Bekenner (1004–1066), König von England
- Eduard von Sachsen-Altenburg (1804–1852), Prinz von Sachsen-Hildburghausen, Prinz von Sachsen-Altenburg, Gouverneur von Nauplia
- Eduard (Anhalt) (1861–1918), Herzog von Anhalt
- Eduard Prinz von Anhalt (* 1941), deutscher Erbe des Hauses Anhalt-Askanien

- Eduard von Bach (1814–1884), österreichischer Politiker und Verwaltungsbeamter
- Eduard Bargheer (1901–1979), deutscher Maler
- Eduard Bendemann (1811–1889), deutscher Maler
- Eduard Bernoulli (1867–1927), Schweizer Musikwissenschaftler
- Eduard Bernstein (1850–1932), deutscher Theoretiker und Politiker
- Eduard Boëtius (1910–2002), deutscher Matrose und Navigator und Besatzungsmitglied beim Absturz des Zeppelins „Hindenburg“
- Eduard Brockhaus (1829–1914), deutscher Verleger und Politiker
- Eduard Buschmann (1805–1880), deutscher Philologe und Bibliothekar
- Eduard Chrennikow (* 1973), russischer Ski-Orientierungsläufer
- Eduard Claudius (Pseudonym Edy Brendt; 1911–1976), deutscher Schriftsteller
- Eduard David (1863–1930), deutscher Politiker
- Eduard Devrient (1801–1877), deutscher Schauspieler und Theaterleiter
- Eduard Einstein (1910–1965), Sohn von Albert Einstein
- Eduard Ender (1822–1883), österreichischer Maler
- Eduard August Feuerbach (1803–1843), deutscher Rechtswissenschaftler
- Eduard Paul Benedict Frese (1872–1919), deutsch-baltischer Pastor und evangelischer Bekenner
- Eduard Geyer (* 1944), deutscher Fußballtrainer
- Eduard Glieder (* 1969), österreichischer Fußballspieler
- Eduard Goldstücker (1913–2000), tschechoslowakischer Literaturhistoriker und Diplomat
- Eduard Hanslick (1825–1904), österreichischer Musikästhet und Musikkritiker
- Eduard Harkort (1797–1836), deutsch-amerikanischer Bergbauingenieur und Offizier
- Eduard von Hartmann (1842–1906), deutscher Philosoph
- Eduard von Haynau (1804–1863), kurhessischer Generalleutnant und Politiker
- Eduard Heindl (* 1961), deutscher Wissenschaftler und Unternehmer
- Eduard Hermann (1869–1950), deutscher Linguist
- Eduard Hermann (1887–1960), estnischer Geher
- Eduard Hermann (1903–1964), deutscher Schauspieler und Hörspielregisseur
- Eduard Herrmann (1836–1916), deutscher katholischer Geistlicher und Mitglied des Reichstags
- Eduard Zachäus Herrmann (1807–1854), bayerischer Stadtschreiber und Abgeordneter
- Edouard Heuer (1840–1892), Schweizer Uhrmacher
- Eduard von der Heydt (1882–1964), deutsch-schweizerischer Bankier und Kunstmäzen
- Eduard Hütter (1880–1967), österreichischer Architekt und Bühnenbildner
- Eduard Kado (1875–1946), deutscher Maler, Zeichner, Bildhauer und Kunstgewerbler
- Eduard Graf von Kielmansegg (1804–1879), deutscher Politiker, Ministerpräsident des Königreichs Hannover
- Eduard Koerner (1863–1933), tschechischer Jurist und Politiker
- Eduard Köllner (1839–1891), deutscher Komponist
- Eduard Kreyßig (1830–1897), deutscher Architekt und Stadtplaner
- Eduard Krüger (1807–1885), deutscher Musikhistoriker, Komponist und Philologe
- Eduard Krüger (1893–1963), deutscher Reitsportler
- Eduard Krüger (1901–1967), deutscher Architekt und Bauhistoriker
- Eduard Kubů (* 1951), tschechischer Historiker
- Eduard Künneke (1885–1953), deutscher Operettenkomponist
- Eduard Lange (1799–1850), deutscher Pädagoge, Altphilologe und Autor
- Eduard Lasker (eigentlich Jizchak Lasker; 1829–1884), preußischer Politiker und Jurist
- Eduard Lichtenstein (1818–nach 1882), deutscher Mediziner und Naturforscher
- Eduard Lichtenstein (1889–1953), deutscher Opernsänger
- Eduard Weniaminowitsch Limonow (1943–2020), russischer Schriftsteller und Politiker
- Eduard Lintz (1818–1878), deutscher Arzt, Journalist, Unternehmer und Politiker
- Eduard Lohse (1924–2015), deutscher evangelischer Theologe, EKD-Ratsvorsitzender
- Eduard von Magdeburg (1844–1932), deutscher Jurist, Präsident des Rechnungshofes des Deutschen Reiches
- Eduard Mändle (1936–2013), deutscher Wirtschaftswissenschaftler
- Édouard Manet (1832–1883), französischer Maler
- Eduard Marks (1901–1981), deutscher Schauspieler, Schauspiellehrer und Hörspielsprecher
- Eduard Arnold Martin (1809–1875), deutscher Mediziner
- Eduard May (1905–1956), deutscher Biologe, Wissenschaftstheoretiker und Philosoph
- Eduard Meyen (1812–1870), deutscher Redakteur und Publizist
- Eduard Meyer (1855–1930), deutscher Althistoriker, Ägyptologe und Altorientalist
- Eduard Mohr (1808–1892), deutscher Kaufmann und Dramatiker
- Eduard Mohr (1828–1876), deutscher Kaufmann und Afrikaforscher
- Eduard Mohr (1902–1984), deutscher Segler, Medaillengewinner bei Olympia
- Eduard Moll (1814–1896), deutscher Unternehmer, Politiker und Oberbürgermeister von Mannheim
- Eduard Moll (1849–1933), deutscher Altphilologe und Schulleiter
- Eduard Mörike (1804–1875), deutscher Dichter
- Eadweard Muybridge (eigentlich Edward James Muggeridge; 1830–1904), britischer Fotograf und Fototechniker
- Eduardus Nabunome (1968–2020), indonesischer Leichtathlet
- Eduard Nebelthau (1902–1971), deutscher Speditionskaufmann und Unternehmer
- Eduard Peithner von Lichtenfels (1833–1913), österreichischer Maler und Hochschullehrer
- Eduard Pfeiffer (1835–1921), deutscher Bankier und Sozialreformer
- Eduard Rabensteiner, der Ältere (1839–1905), österreichischer Tanzmeister
- Eduard Rhein (1900–1993), deutscher Erfinder, Publizist, Schriftsteller und Journalist
- Eduard Rochlitz (1829–1904), deutscher Ingenieur und Hochschullehrer
- Eduard von Runkel (1801–1882), deutscher Jurist, Landrat und Gutsbesitzer
- Eduard Rüppell (1794–1884), deutscher Naturwissenschaftler und Afrikaforscher
- Eduard Sacher (1843–1892), österreichischer Gastronom und Hotelier
- Eduardus Sangsun (1943–2008), Bischof von Ruteng in Indonesien
- Eduard Schär (1842–1913), Schweizer Apotheker und Hochschullehrer
- Eduard Schewardnadse (1928–2014), sowjetischer und georgischer Politiker
- Eduard Schneider-Davids (1869–1970), deutscher Politiker
- Eduard Schnitzer (auch Emin Pascha; 1840–1892), deutscher Afrikaforscher und Gouverneur von Äquatoria
- Eduard Schopf (1893–1935), deutscher Unternehmer, Firmengründer Eduscho
- Eduard Schwartz (1858–1940), deutscher klassischer Philologe
- Eduard Seidler (1929–2020), deutscher Medizinhistoriker und -ethiker
- Eduard Georg Simon (1864–1929), deutscher Großindustrieller, Kunstsammler und Mäzen
- Eduard Spranger (1882–1963), deutscher Pädagoge, Philosoph und Psychologe
- Eduard Stein (1818–1864), deutscher Dirigent und Fürstlicher Hofkapellmeister
- Eduard von Stoeckl (eigentlich Eduard Andrejewitsch Stoeckl; 1804–1882), russischer Diplomat
- Eduard Stöllinger (1948–2006), österreichischer Motorradrennfahrer
- Eduard Strauß (1835–1916), österreichischer Komponist und Kapellmeister
- Eduard Strauss (1890–1971), deutscher Chemiker und Unternehmer
- Eduard Strauss II (1910–1969), österreichischer Kapellmeister
- Eduard Strauss (* 1955), österreichischer Richter
- Eduard Suess (1831–1914), österreichischer Geologe und Politiker
- Eduard Taaffe (1833–1895), österreichischer Staatsmann und Sozialreformer
- Eduard von Todesco (1814–1887), österreichischer Unternehmer und Bankier
- Eduard Winkler (1799–1862), deutscher Botaniker
- Eduard Winkler (1884–1978), deutscher Maler, Zeichner und Grafiker
- Eduard von Winterstein (1871–1961), deutscher Film- und Theaterschauspieler
- Eduard Würfel (1860–1917), deutscher Genossenschafter
- Eduard Zak (1906–1979), österreichischer Schriftsteller, Übersetzer und Kritiker
- Eduard Zeller (1814–1908), deutscher Theologe und Philosoph
- Eduard Zimmermann (Politiker) (1811–1880), deutscher Jurist und Politiker
- Eduard Zimmermann (Bildhauer) (1872–1949), Schweizer Bildhauer
- Eduard Zimmermann (Heraldiker) (1874–1951), deutscher Heraldiker
- Eduard Zimmermann (1929–2009), deutscher Journalist und Fernsehmoderator
- Eduard Zirm (1863–1944), österreichischer Augenarzt

### Zwischenname
- Heinrich Eduard Jacob (auch Henry Edward Jacob, 1889–1967), deutsch-amerikanischer Journalist und Schriftsteller
- Thomas Eduard Bauer (* 1970), deutscher Bariton

### Familienname
- Sergino Eduard (* 1994), surinamischer Fußballspieler

## Sonstiges
- Eduard, der Haschischhund, Lied von Joint Venture
- Eduard, Lied von Rosenstolz aus dem Jahr 2005
- Keiner singt wie Eduard, Lied von Ilse Werner
- Eduard-Nunatak, Antarktis